# جغرافيا أوروبا
تعد أوروبا جغرافياً جزءاً من قطعة اليابسة التي تعرف باسم أوراسيا. الحدود الشرقية للقارة مع قارة آسيا تكون على امتداد جبال الأورال، بينما الحدود مع آسيا من جهة الجنوب الشرقي مختلف عليها فمن قائل أنها على امتداد نهر الأورال إلى قائل أن نهر إمبا هو الحد الفاصل بين القارتين. من الجنوب يفصل البحر المتوسط أوروبا عن القارة الأفريقية. وأن أوروبا امتداد آسيا ويحد القارة من الغرب المحيط الأطلسي. نظرا للاختلافات على تحديد مدى لعرض أو طول (الحدود بمعنى آخر) القارة الأوروبية فإن نتائج تحديد المركز الجغرافي لأوروبا تكون ذات اختلافات كبيرة كما وتوجد أنواع من الصفائح الأرضية حسب القشرة
الأرضية ( المحيطية والقارية ).

## الخواص الطبيعية
بشكل عام أوروبا هي مجموعة من أشباه الجزر الصغيرة المتصلة المتراصة. يمكن تقسيم القارة إلى اثنين من أشباه الجزر شبه الجزيرة الإسكندنافية في الشمال وبقية أجزاء القارة كشبه جزيرة أخرى يفصل بينهما بحر البلطيق. ثلاث من أشباه الجزر تتفرع من الجزء الجنوبي مخترقة أجزاء من البحر المتوسط من القارة وهي شبه جزيرة أيبيريا والبلقان وإيطاليا. كلما اتجهنا شرقا في القارة الأوروبية يزداد اتساعها حتى يصل ذاك الاتساع ذروته عند حدود أوروبا مع آسيا أي عند جبال الأورال.

## السطح
تبلغ مساحة أوروبا 10,458,000كم² أو ما يعادل تقريبا من مساحة اليابسة في العالم. وهي ثاني أصغر قارة في العالم بعد أستراليا، ويحدها المحيط الأطلسي غربًا وجبال الأورال ونهر الأورال وبحر قزوين ـ الذي يقع في الاتحاد السوفييتي سابقًا ـ شرقًا، وتمتد أوروبا من المحيط المتجمد الشمالي إلى البحر الأبيض المتوسط والبحر الأسود وجبال القوقاز في الجنوب، ويعد الجغرافيون الجزر البريطانية وجزيرة مالطة وآلافًا من الجزر الواقعة قبالة سواحل الجزء الرئيسي من الأراضي الأوروبية جزءًا من القارة.
وأوروبا شبه جزيرة ضخمة تمتد في اتجاه الغرب من شمال غربي آسيا، وليس هنالك حاجز مائي يفصل بين هاتين القارتين تمامًا، لذلك يعدهما بعض الجغرافيين قارة واحدة، فيطلقون عليها اسم أوراسيا. بينما يذهب جغرافيون آخرون إلى القول بأن أفريقيا وآسيا وأوروبا قارة واحدة، إذ لم يكن هنالك ما يفصل بين أفريقيا وآسيا قبل شق قناة السويس فيطلقون على هذه القارة اسم أورافراسيا.

## الأقاليم الجغرافية
تنقسم أوروبا إلى أربعة أقاليم رئيسية هي:
1. الجبال الشمالية الغربية
2. السهل الأوروبي العظيم
3. المرتفعات الوسطى.
4. سلسلة جبال الألب (منطقة الجبال الشمالية والغربية).

الجبال الشمالية الغربية منطقة تمتد عبر شمال غربي فرنسا وأيرلندا وشمال بريطانيا والنرويج والسويد وفنلندا الشمالية والركن الشمالي الغربي للجزء الأوروبي من روسيا. وتغطي الجبال معظم المنطقة، وتحتوي على بعض أقدم التكوينات الصخرية على الأرض، التي بليت عبر السنين، حتى أصبحت قمة جالدوبيجن أعلى قمة موجودة في النرويج في حين يبلغ ارتفاعها 2,469 مترًا فقط. ونسبة لرقة التربة وشدة انحدار السفوح الجبلية، أصبحت الجبال محدبة غير صالحة للزراعة. يقل عدد السكان في أجزاء كبيرة من منطقة الجبال الشمالية الغربية، حيث يكون توزيعهم أقل من عشرة أشخاص لكل كم² واحد.

### السهل الأوروبي العظيم
يغطي تقريبًا كل الجزء الأوروبي من روسيا، ويمتد من روسيا إلى فرنسا. وتشمل المنطقة أيضًا جزءًا من جنوب شرقي إنجلترا. وتمتد في روسيا من المحيط المتجمد الشمالي إلى جبال القوقاز لأكثر من 2,410 كم. ويضيق السهل الأوروبي العظيم تدريجيًا عندما يمتد داخل بولندا وألمانيا ليتسع مرة أخرى في غربي فرنسا حيث يبلغ أضيق نقطة له في بلجيكا إذ يصبح عرضه 80 كم فقط.
يتكوّن السهل الأوروبي العظيم بصفة رئيسية من أراض منبسطة ومتموجة تتخللها بعض التلال، ويضم بقاعًا تعد من أكثر الأراضي الزراعية خصوبة في العالم. ويشمل الجزء الغربي منه بعض المناطق التي تعد من أكثر مناطق العالم كثافة سكانية. إلا أن كثافة السكان تبلغ في معظم أنحاء روسيا، حوالي 30 نسمة لكل كم². ويرتفع السهل نحو 180 مترًا فوق سطح البحر في روسيا، بينما يصل ارتفاعه إلى أقل من 150 مترًا فوق سطح البحر في أماكن أخرى.
المرتفعات الوسطى تتألف من الجبال منخفضة الارتفاع، والهضاب العالية التي تمتد داخل الجزء الأوسط من أوروبا. ويتراوح ارتفاع المرتفعات الوسطى بين 300م و 1,800م تقريبا. ويشمل هذا الإقليم الميزيتا أو الهضبة الوسطى في البرتغال وإسبانيا، والمرتفعات الوسطى في فرنسا، والجبال والهضاب المنخفضة في كل من وسط ألمانيا وأغلب جمهورية تشيكيا. كما تغطي الغابات بعض أجزاء المرتفعات الوسطى، إلا أن الجزء الأكبر من الأرض صخري وتربته فقيرة لا تصلح للزراعة، فأجود المزارع في هذه المناطق توجد في أودية الأنهار. تحتوي أجزاء من المرتفعات الوسطى على ثروة معدنية هائلة، خاصة في وسط ألمانيا وتشيكيا. تتراوح كثافة السكان في المنطقة بين ما يقل عن 48 نسمة لكل كم² في كل من إسبانيا وفرنسا، وضعفي أو أربعة أضعاف هذا العدد في أجزاء من ألمانيا وتشيكيا.

### سلسلة جبال الألب
تمتد عبر أوروبا من إسبانيا إلى بحر قزوين. وتوجد بهذه المنطقة سلاسل جبلية. فجبال سييرانيفادا وجبال البرانس في إسبانيا تكوِّن حاجزًا يفصل بين إسبانيا وفرنسا. وجبال الألب المشهورة عالميًا تغطي جزءًا من جنوب شرقي فرنسا وشمالي إيطاليا ومعظم سويسرا وجزءًا من جنوب ألمانيا والنمسا وشمال سلوفينيا وتغطي جبال الأبناين، إلى الجنوب من جبال الألب، جزءًا كبيرًا من إيطاليا. وفي الشرق توجد سلسلة الألب، التي تتكون من الألب الدينارية في كرواتيا واليونان، وجبال البلقان في بلغاريا، وجبال الكارباثيان التي تمتد عبر شمالي سلوفاكيا وجنوب بولندا، والجزء الغربي الأقصى من أوكرانيا ورومانيا.
تضم سلسة جبال الألب أعلى وأجمل الجبال في أوروبا. وأعلى القمم في هذه السلسلة هي قمة جبل إلبرس إذ يبلغ ارتفاعها 5,633 مترًا فوق مستوى سطح البحر في جبال القوقاز. يستهوي السياح كثير من أجزاء المنطقة، خاصة جبال الألب السويسرية. ولقد أصبحت الزراعة تتمركز في الجبال المنخفضة والسهول الممتدة والأودية الواسعة التي تحفها سلاسل الجبال كما تغطي الغابات الكثيفة كثيرًا من المنحدرات العالية، وتستخدم المروج الخضراء التي تقع وراء الغابات للرعي.

### الظواهر الطبيعية
وتشمل:
- 1- السواحل والجزر
- 2- الأنهار
- 3- البحيرات

### السواحل والجزر
تتميز أوروبا بساحل بحري غير منتظم، كثير التعاريج، حيث نجد سلسلة من أشباه الجزر الكبيرة والصغيرة. وأشباه الجزر الأوروبية الرئيسية هي: شبه جزيرة إسكندينافيا (النرويج والسويد) وشبه جزيرة جتلاند (الدنمارك) وشبه جزيرة أيبيريا (البرتغال وإسبانيا)، وشبه جزيرة الأبناين (إيطاليا)، وشبه جزيرة البلقان (ألبانيا والبوسنة والهرسك ومقدونيا وبلغاريا واليونان وأجزاء من تركيا وكرواتيا وسلوفينيا ويوغوسلافيا)، وكلها تتخللها المداخل والخلجان والبحار.
يتميز الساحل الأوروبي بطولة إذ يبلغ نحو 60,957 كم وذلك لكثرة تعاريجه. ساعد هذا الساحل المتعرج في وجود المرافئ الطبيعية.
وهناك آلاف الجزر التي تقع قبالة السواحل الأوروبية على مسافات متفاوتة، ومن أكبر وأهم هذه الجزر بريطانيا التي تشكل إحدى الجزر البريطانية. وتشمل الجزر البريطانية ـ التي تقع شمالي وغربي البر الرئيسي لأوروبا ـ أيرلندا وجزر أوركني وجزر شتلاند. ومن الجزر الرئيسية الأخرى في هذه المنطقة، أيسلندا وجزر فارو. أما الجزر الرئيسية التي تقع جنوبي البر الرئيسي للقارة، فتشمل، من الغرب إلى الشرق جزر البليار وكورسيكا، وسردينيا، وصقلية، وكريت.

### الأنهار
تُستخدم الأنهار الأوروبية العديدة وسيلة نقل للمنتجات الصناعية، كما يستفاد من مياه هذه الأنهار في ري الأراضي وتوليد الطاقة الكهربائية.
من أطول أنهار أوروبا نهر الفولجا الذي يمرّ داخل روسيا لمسافة 3,531 كم حتى يصب في بحر قزوين. وتربط شبكة من القنوات نهر الفولجا مع المحيط المتجمد الشمالي، وبحر البلطيق، ونهر الدون. يتعرج نهر الدون داخل روسيا حتى يصل إلى البحر الأسود. ونهر الراين يجري لمسافة 1,100كم من جبال الألب داخل ألمانيا وهولندا حتى بحر الشمال. ويمثل نهر الراين العمود الفقري للممرات المائية الداخلية التي تتركز حولها أهم النشاطات في أوروبا الغربية. ويبلغ طول نهر الدانوب ـ ثاني أطول نهر في أوروبا ـ 2,860 كم. ونهر الدانوب الذي يشق طريقه من جنوب ألمانيا مخترقًا النمسا وسلوفاكيا والمجر ويوغوسلافيا وبلغاريا ورومانيا حتى البحر الأسود يعد الممر المائي الرئيسي في الجزء الجنوبي الغربي لأوروبا الشرقية.
تشمل أنهار أوروبا الأخرى ذات الأهمية نهر الدنيبر في روسيا وروسيا البيضاء وأوكرانيا، ودفينا الشمالي في روسيا ودفينا الغربي في روسيا ولاتفيا، والأودر وفستولا في بولندا، وألبه في تشيكيا وألمانيا، والفيزر في غربي ألمانيا، والبو في إيطاليا واللوار والرون والسين في فرنسا ونهر تاجو في إسبانيا والبرتغال، والتايمز في إنجلترا. وقد ربطت أنهار أوروبا الرئيسية بشبكة من القنوات.

### البحيرات
تقع أكبر بحيرة في العالم وهي بحر قزوين المالح، جزئيًا في الركن الجنوبي الشرقي لأوروبا وجزئيًا في آسيا. وبالرغم من أن بحر قزوين يسمى بحرًا إلا أنه بحيرة في الحقيقة. إذ أن اليابسة تحيط به من كل الجوانب، وتبلغ مساحته 372,000 كم² وينخفض ساحله الشمالي 28م دون مستوى سطح البحر فهو أكثر المواقع انخفاضًا في أوروبا.
تبلغ مساحة البحيرات العذبة في أوروبا حوالي 137,000كم². وأكبر بحيرات أوروبا العذبة هي بحيرة لادوجا في الجزء الشمالي الغربي لروسيا وتبلغ مساحتها 17,703كم². وتوجد بفنلندا نحو 60,000 بحيرة مما جعلها تُعرف باسم أرض آلاف البحيرات.

## المناخ
يتنوع المناخ في أوروبا فيختلف من إقليم لآخر. إلا أن معظم أجزاء القارة يتمتع بمناخ معتدل، فالخريطة الكبيرة في هذا القسم، توضح الأقاليم المناخية المتعددة بالقارة. أما الخرائط الصغيرة فتوضح درجات الحرارة، والتساقط (المطر، والجليد الذائب، وأشكال الرطوبة الأخرى).
تتمتع أوروبا بمناخ أكثر اعتدالاً من بعض أجزاء آسيا وأمريكا الشمالية اللتين تقعان في خطوط العرض نفسها. فمثلاً برلين بألمانيا، وكلجاري بكندا وإركتسك في الجزء الآسيوي لروسيا تقع تقريبًا على خط عرض واحد. لكنا نجد أن معدل درجة الحرارة في برلين يزيد بثماني درجات مئوية على معدل درجة الحرارة في كلجاري وقد يزيد باثنتين وعشرين درجة مئوية على معدل درجة الحرارة في إركتسك.
تتسبب الرياح التي تهب عبر القارة من المحيط الأطلسي في تلطيف المناخ في أوروبا. إذ تتأثر هذه الرياح بتيار الخليج الدافئ، وهو تيار محيطي قوي، يجرف الماء الدافئ من خليج المكسيك إلى ساحل أوروبا الغربي وامتداده الشمالي، ويسمى بتيار المحيط الأطلسي الشمالي. يتأثر معظم القارة بهذه الرياح الغربية لعدم وجود حاجز جبلي بالحجم الذي يمكن أن يعترضها، ونسبة لأن معظم أوروبا يقع في حدود 480 كم من المحيط الأطلسي.
يتأثر ساحل النرويج أكثر من غيره بمفعول تيار الخليج الأطلسي الشمالي والرياح الغربية القوية التي تهب على أوروبا عبر هذه التيارات. يقع جزء كبير من الساحل النرويجي في منطقة القطب الشمالي، التي تغطي الثلوج والجليد معظمها في فصل الشتاء. إلا أن معظم ساحل النرويج بما في ذلك الجزء الذي يقع في القطب الشمالي وميناء النرويج، همرفست الذي يقع في أقصى الشمال يبقى خاليًا من الجليد والثلوج طيلة فصل الشتاء.
بصفة عامة نجد أن الشتاء في شمالي أوروبا أطول وأكثر برودة منه في جنوبيها، وأن الصيف فيه أقصر وأبرد من جنوبيها أيضًا. كما نجد أيضًا أن الشتاء في الشرق أطول وأكثر برودة، وأن الصيف أقصر وأكثر حرارة عما في الغرب. فمثلا ًمعدل درجة الحرارة في مدينة جلاسجو بأسكتلندا في يناير 3°م، بينما في موسكو التي تقع على خط العرض نفسه ينخفض معدل درجة الحرارة في يناير إلى 10°م تحت الصفر.
يتراوح معدل التساقط في معظم دول أوروبا بين 50 و 150 سم في السنة. ويحدث أكثر التساقط السنوي عادة فوق 200 سم ـ في المناطق التي تقع غربي الجبال مباشرة أي المنحدرات الغربية المواجهة للرياح الغربية.
وتشمل هذه المناطق أجزاءً من غربي بريطانيا وغربي النرويج. أما أقل أجزاء أوروبا مطرًا ـ عادة أقل من 50 سم ـ فنجدها في ثلاث مناطق عامة: 1- المناطق الواقعة إلى الشرق من الجبال العالية (أي في ظل المطر). 2- المناطق الداخلية التي تبعد من المحيط الأطلسي. 3- المناطق التي تقع على طول ساحل المحيط القطبي الشمالي. تشمل هذه المناطق وسط وجنوب شرقي إسبانيا والأجزاء الشمالية من إسكندينافيا والأجزاء الشمالية والجنوبية الشرقية من روسيا الأوروبية وكازاخستان.

## الحياة النباتية والحيوانية
تشمل الحياة البرية في أوروبا أنواعًا كثيرة من النباتات والحيوانات التي توجد أيضًا في قارات أخرى. لكن توجد فيها بعض الأنواع التي لا توجد في القارات الأخرى، وهي تشمل نوعًا من الطيور، يطلق عليه اسم العندليب، وحيوانًا من الثدييات يسمى اللاّموس النرويجي. وبأوروبا أيضًا بعض أنواع النباتات والحيوانات البرية التي تختلف عن النباتات والحيوانات البرية التي تحمل الأسماء نفسها في قارات أخرى فمثلاً أبو الحناء الأوروبي يعادل حجمه نصف حجم أبي الحناء الموجود في أمريكا الشمالية.
لم تسلم الحيوانات البرية والنباتات الطبيعية من يد الإنسان. فلقد أزيلت الغابات التي كانت تغطي مساحات كبيرة من أوروبا للاستفادة من أخشابها ولإفساح المجال للزراعة ونمو المدن. كما انقرضت بعض الحيوانات البرية نتيجة ممارسات عديدة مثل الصيد الجائر من نصب الشراك والإفراط في صيد الأسماك وأخيرًا الزيادة السكانية المطردة التي أخذت تجور على مواطن هذه الكائنات.

### النباتات
في أوروبا تنقسم مناطق نموها إلى ثلاثة أنواع رئيسية هي: 1- الغابات 2- مناطق الحشائش 3- أقاليم التندرا والمرتفعات.

### الغابات
لقد تم قطع معظم أشجار غابات وسط وجنوبي أوروبا، أما شمالي أوروبا فما زال يحتفظ بغاباته الواسعة. وتسمى الغابات الشمالية بالغابات ذات الأوراق الإبرية. ويتألف معظمها من الأشجار المخروطية التي يطلق عليها اسم الصنوبريات أو دائمة الخضرة. ولهذه الأشجار أوراق إبرية رفيعة. وتشمل الصنوبريات، التنوب والأرزية والصنوبر والراتينجية. وتعد هذه الأشجار المصدر الرئيسي لأخشاب البناء وصناعة الورق في القارة. وتقوم الحكومات الأوروبية بتنظيم قطع الأخشاب لحماية الغابات من الزوال.
وتوجد في المناطق الوسطى والجنوبية من أوروبا غير السوفييتية بعض الغابات ذات الأوراق العريضة. وتتألف هذه الغابات بصفة رئيسية من أشجار لها أوراق عريضة ومسطحة تتساقط في فصل الخريف. وتشمل هذه الأشجار شجر المران والزان والبتولا والدردار والقيقب والبلوط. توجد أيضًا في المناطق الوسطى والجنوبية الغابات المختلطة التي تتألف من الأشجار ذات الورق الإبري، والأشجار ذات الورق العريض. بالإضافة لذلك نجد في هذه المناطق غابات الورق الإبري التي تغطي سفوح الجبال العليا، وتوجد غابات ذات الأوراق العريضة دائمة الخضرة بصفة عامة على سواحل البحر الأبيض المتوسط. والأشجار من هذا النوع تشمل شجر الفلين، وشجرة الزيتون، وهذه الأشجار لاتفقد أوراقها في فصل الصيف. لكثير من هذه الأشجار أوراق متينة مكسوة بالشمع مما يساعدها على الاحتفاظ بالرطوبة بصورة جيدة.
مناطق الحشائش مناطق واسعة مفتوحة لايطوقها أي نوع من الحواجز. وتنمو فيها الحشائش بوفرة أكثر من أي نباتات أخرى. وبأوروبا نوعان من أقاليم الحشائش، أحدهما يطلق عليه اسم الإستبس، ويوجد هذا الإقليم في المناطق الجافة حيث تنمو الأعشاب القصيرة، ويغطي إقليم الإستبس المنطقة الممتدة من إقليم الدانوب السفلي إلى الجزء الأوروبي جنوب غربي روسيا وغربي كازاخستان. وتشمل أقاليم الحشائش الأخرى، مساحة واسعة من السهل الأوروبي الكبير والجزء الأوسط من القطاع الأوروبي من روسيا. ومعظم السهول الصغرى في أوروبا أكثر خصوبة من الإستبس. يستغل المزارعون معظم أقاليم الحشائش كمزارع لزراعة الحبوب وكمراع لماشيتهم.
أقاليم التندرا والمرتفعات تتميز ببرودة مناخها وخلوها من الأشجار، وهي تغطي معظم المنطقة القريبة من سواحل أوروبا المطلة على ساحل المحيط المتجمد الشمالي. تتجمد المياه على سطح الأرض في هذه المنطقة معظم شهور السنة. وعندما يذوب الجليد الذي يبلغ ارتفاعه بين 30 و60 سم أثناء فصل الصيف القصير في القطب الشمالي يخلف وراءه البرك والمستنقعات، وتغطي التندرا في هذا الفصل الطحالب والشجيرات الصغيرة والزهور البرية والأشنة. يستخدم المزارعون أجزاءً من التندرا والجبال العالية مراعي لماشيتهم.

### الحيوانات
تعيش معظم حيوانات أوروبا البرية في مناطق يصعب الوصول إليها، أو في مناطق محظور الصيد فيها، أو في المحميات والمتنزهات الوطنية، حيث لا يحق للمواطنين قتلها.
يعيش الدب الأوروبي ذو اللون البني وهو من أكبر أنواع الدببة، في روسيا وشمالي إسكندينافيا. أما الثعالب والذئاب فنجدها منتشرة في كثير من أقاليم أوروبا، ويعيش الشمواه والوعل أو (التيس الجبلي) اللذان يشبهان الماعز، في مرتفعات جنوب غربي أوروبا. وتوجد الإلكة والرنّة والعديد من أنواع الأيائل الأخرى في عدد من أجزاء أوروبا الممتدة من البحر الأبيض المتوسط إلى القطب الشمالي. وتعيش الفقمة عند سواحل القطب الشمالي والمحيط الأطلسي، والبحر الأبيض المتوسط. وتشمل الحيوانات البرية الأخرى شائعة الوجود بأوروبا الغرير والأرنب الوحشي، والقنفذ، واللاموس، والخلد، وثعلب الماء، والأرنب، والسنجاب، والخنزير البري. وتشمل الطيور التي تتخذ أوروبا موطنًا لها، العُقاب والصقر والحسُّون والعصفور والعندليب والبومة والغراب الأسحم، وأبو الحناء واللقلق والسمنة والورشان أو الحمام المطوَّق.
يتوفر السمك بكميات كبيرة في المياه الأوروبية عند ساحل الأطلسي وفي بحر البلطيق والبحر الأسود وبحر قزوين والبحر الأبيض المتوسط والبحار الشمالية. ويعتمد البعض في معيشتهم على صيد الأسماك مثل الأنشوفة وسمك القد والسمك المفلطح والرنجة والماكريل والسالمون والسردين والحفش والتروتة والتونة في هذه المناطق. ويستعمل بيض سمك الحفش في صنع طعام شهي يطلق عليه اسم الكافيار.